# Butler Range
Butler Range är ett berg i Kanada.   Det ligger i provinsen British Columbia, i den centrala delen av landet, 3 600 km väster om huvudstaden Ottawa. Toppen på Butler Range är 1 910 meter över havet, eller 7 meter över den omgivande terrängen. Bredden vid basen är 0,05 km.
Terrängen runt Butler Range är huvudsakligen kuperad, men åt sydväst är den bergig. Trakten runt Butler Range är nära nog obefolkad, med mindre än två invånare per kvadratkilometer.. Det finns inga samhällen i närheten.
I omgivningarna runt Butler Range växer i huvudsak barrskog.